# Sokkoló (Transformers)
Sokkoló egy kitalált álca szereplő a Transformers univerzumban. Ő az álcák fő stratégistája és magas rangú tisztje, aki gyakran Megatron hatalmi pozícióját is megkérdőjelezi. A Marvel képregényekben és a Generation 1 rajzfilmsorozatban is szerepel, ahol mint a logika és az ésszerűség megtestesítője, gyakran válik az álcák vezetőjévé.
Képességei közé tartozik a sugárfegyver-üzemmód, amelyben különböző energianyalábokat bocsáthat ki, mint például gamma-sugarakat és röntgensugarakat. Ezenkívül képes repülni is. Gyenge pontja az üzemanyag-fogyasztása, amit néha a testébe szerelt apró nukleáris erőművel old meg. Egyike azon kevés szereplőknek, akiknek nincsenek emberi arcvonásai,  a karakter dizájnja egy egyedi, emberi vonásoktól mentes megjelenést kapott, ami kiemeli gépies és logikai természetét. Sokkoló a hideg, kiszámított brutalitást képviseli, és tudományos, problémamegoldó hozzáállása van a csatában. Emiatt a karaktert úgy ábrázolták, hogy nincs arckifejezése, csak egy szeme van, amely mindig ugyanúgy néz ki, és soha nem mutat ki érzelmet. Ez a megközelítés erősíti a karakter gépi és érzelemmentes jellegét, ami összhangban van azzal a szereppel, amit a történetben betölt.

## Története

### A Marvel képregényben
Sokkoló a Kibertronon magas rangú tiszt volt, az álcák fő stratégistája, aki Megatronnal együtt a Bárka autobotjai után eredt, azonban arra hivatkozva, hogy valakinek a tartalék szerepét is vállalnia kell arra az esetre, ha az akció sikertelen lenne, azt kérte Megatrontól, hogy hátramaradhasson az álca-űrhajót vezetni, és kimenthesse a harcosokat, ha erre lenne szükség. Megatron engedélyezte ezt, de titokban arra gyanakodott, hogy Sokkoló valójában ki akar maradni a harcból, hogy haláluk esetén átvehesse az álcavezéri tisztet. Elhatározta, hogy a csata végeztével őt is megöli, erre azonban Optimusz csele miatt, aki szándékosan a Földre zuhant a Bárkával, már nem jutott ideje.
Sokkoló ugyanakkor, kb. 4 millió évvel ezelőtt érkezett meg a bolygóra, mint a Bárka, azonban a Föld mágneses tere okozta sugárzások miatt navigációs hibát vétett, és az Antarktiszon kötött ki, dinoszauruszok között, nem pedig Észak-Amerikában, ahol a Bárka lezuhant. A Bárka számítógépe azonban észlelte jelenlétét, ezért kifejlesztette a dinobotokat, hogy küzdjenek meg vele. A dinobotok nem bírtak el vele, de Acsargó, aki Sokkoló számára logikátlanul, öngyilkos módon harcolt, farkának egyik csapásával rájuk omlasztott egy hegyet, és az álcát is betemette a lezúduló törmelék.
4 millió évvel később a Bárka egyik szondája ásta ki. Miután Megatron 'Gyertya' Witwicky méregkeverése miatt vesztett az autobotok ellen, Sokkoló megérkezése fordította meg a csata végkimenetelét. Ezután átvette a földi álcák felett a parancsnokságot. Megatron azonban ezt nem nézte jó szemmel, többször is megküzdöttek a hatalomért. Sokkoló mind ravaszságban, mind közvetlen küzdelemben legyőzte Megatront. Jellemző módon azonban eltekintett a személyes bosszútól, és nem ölte meg, mert nem akarta nélkülözni Megatron erejét, hanem arra kényszerítette, hogy hűséget fogadjon neki. Így egy darabig Sokkoló volt az álcák vezére.
A Földön legfontosabb feladatának az üzemanyagellátás megszervezését tekintette. Ehhez elfoglalta G. B. Blackrock olajfúrótornyát a tengeren, majd később Fülelővel egy repülőgép-összeszerelő üzemet.
Amikor az autobotok megtámadták az álcák bázisát, hogy ellessék Pusztító létrejöttének titkát, Megatron pedig Sokkoló tiltása ellenére támadást intézett a Bárka ellen, de legyőzte Szuper Omega, Sokkoló meg akarta semmisíteni Megatront engedetlenség miatt, azonban végül furcsamód visszaadta a parancsnokságot neki, mivel az exvezér legyőzte őt vitában. Megatron úgy érvelt, hogy az autobok támadása, majd hirtelen visszavonulása csak elterelés volt, és sajnos megkapták, amit akartak, bármi is volt az. Sokkoló azonnal belátta, hogy ez az igazság, és visszalépett. Azonban Megatron rövid ideig volt parancsnok, mivel Sokkoló logikátlannak ítélte érzelemkitöréseit és az Optimusz iránti megszállottságát így ahogy a logika diktálta át kellett vennie a parancsnokságot.
Ezért Sokkoló nem önös érdekből, hanem hogy biztosítsa az álcák végső győzelmét fellázadt, Megatron ellen, de nem nyíltan. A hatalomátvételhez és Megatron elpusztításához a Kibertron bolygóról az Űrhídon át áthívta a predakonokat, hogy öljék meg véglegesen. Megatron zavarodottságában átszökött az Űrhídon, majd maga után felrobbantotta.
Úgy tűnt Fortress Maximus autobot fejmester elpusztította, miután egy űrbéli csata után belökte a Föld légkörébe és elégett. Azonban ezt túlélte, és újabb tervet eszelt ki a hatalom átvételére. Egy katonai puccsal megpróbálta átvenni a parancsnokságot Skorponok parancsnoktól.
Az Unikron elleni csatában nem vett részt, majd a harc után ellopta az autobotok űrhajóját a Bárkát. Ezzel a Földre utazott, azonban Racsni ismét keresztülhúzta a számításait. Kényszerleszállást hajtottak végre, melynek során az űrhajó teljesen összetört.
Az eredeti g1 képregényben összecsap Megatronnal és Galvatronnal egyszerre akik ellen együttesen nem sok esélye van az eredeti g1 képregény végén nem tudhatjuk mi történt vele, felrobban akkor, amikor Racsninak köszönhetően a Bárka zuhanásban kezd. A Regeneration One sorozatban, amelyet az eredeti író, Simon Furman írt, Sokkoló túléli a robbanást, ideiglenesen egyesül a bárka számítógépével. Túléli majd ismét önállóvá válik.
A képregényben Sokkoló a legerősebb és leghatékonyabb álcák közé tartozott. Személyisége érzelmektől mentes, hűvös és céltudatos volt, vitákban gyakran hivatkozott a logikára vagy a valószínűségszámításra. A többi álcától eltérően a terrort sem élvezetből alkalmazta, csak hideg számításból. Az álcák erőfölényén alapuló nyílt és állandóan támadó harc helyett, amit Megatron kedvelt, sokkal nagyobb gondot fordított a hadi háttér kiépítésére (bázisok, logisztika, technológia fejlesztése és alkalmazása).

### A Generation 1 rajzfilmsorozatban
A rajzfilmbeli megjelenése révén egy egészen másfajta Sokkolót ismerhettünk meg, akinek személyisége szöges ellentétben áll a sokak által preferált képregény verziójával. E szerint a történet szerint Sokkoló réges-régóta Megatron egyik leghűségesebb társa volt. Az álcavezér annyira megbízott benne, hogy Kibertron teljes bolygóját az ő megfigyelése alá helyezte, míg az Álcák az Autobotok nyomába eredtek.
Mindkét csoport, akárcsak a képregényben, a Földre zuhant, és négy millió évig semmit sem tudott róluk senki. Sokkoló ez idő alatt folyton-folyvást Megatront próbálta elérni Kibertronról, sikertelenül. Energiái már a végső kimerülés szélén álltak, amikor felfigyelt arra, hogy álcák vannak a bolygón, ezért elindult a jel irányába, ahol megtalálta KnockOut-ot, aki Megatron elé vezette őt. Sokkoló sok mindenben segédkezett vezérének, felügyelte például az Űrhíd működését, és amikor az véletlenül beszívta Megatront, Sokkolónál biztonságra lelt Kibertronon.
Az egyszemű Álca legutolsó megjelenése Unikron támadásakor történt, amint társait riasztotta. Feltehetően ezek után elpusztult.
A rajzfilm egy hűséges, de végső soron ügyetlen és gyenge képet alkotott Sokkolóról. Női Autobotok törtek be az évmilliók alatt hozzá, hogy energiakészleteiből zsákmányoljanak, Sokkoló pedig képtelen volt megfékezni őket. Lehetséges, hogy épp alacsony energiájának tudható be hírhedten rossz célzása is, ugyanis roppant gyenge lövész volt, annak ellenére, hogy fegyverré alakult, és a bal keze helyén is lézerpisztolyt viselt. Továbbá az is bizonyítja Sokkoló végtelen hűségét Megatron iránt, egyúttal tehetetlenségét, hogy a négy millió év alatt Kibertron tényleg semmit nem változott a keze alatt, a versengés az energiáért nem állt le. Mindvégig kitartott abban a hitben, hogy vezére él, és nem próbált új rendszert felállítani a bolygón. Ez hibának bizonyult, amikor később újonnan létrejött Álcák ostromolták meg Kibertront, Sokkolót pedig az űrbe hajították, és ismét más Álcák segítsége (valamint Autobotoké is) kellett ahhoz, hogy visszanyerje posztját. Az irányítása alatt álló robot szolgákkal némi veszélyt jelentett, és foglyokat is ejtett olykor, de mindent összegezve kevés sikert ért el.
A rajongók közt a képregényben megismert Sokkoló vált népszerűvé, míg a rajzfilmes változat nevetség tárgyává lett. Sokkoló legújabb inkarnációja, amely az újkeltű Transformers Animated rajzfilmsorozatban szerepelt, mindkét változat tulajdonságait magán viselte. Itt Megatron leghűségesebb és legmegbízhatóbb alattvalójaként mutatták be, azonban ridegsége és nyers brutalitása a legfélelmetesebb Álcák közé, a rajongók kedvencévé emelte.

### A mozifilmekben
Sokkoló csak a harmadik mozifilmben (Dark of the Moon) jelenik meg, ahol egyszeműségét és robot alakjának nagy tűzerejét bizonyos mértékben átemelték a G1 univerzumból (először a csernobilban játszódó csatajelenetben tűnik fel, ahonnan visszavonul). Azonban csak egyszerű harcosnak mutatkozik, akit a NEST kommandósai és Optimusz közösen semmisítenek meg, G1-beli jellemére és szerepére nincs utalás (legfeljebb annyi, hogy ágyújával egy időre kiüti Optimuszt, aki emiatt egy szétlőtt kábelek vagy elektromos vezetékek alkotta hálóba gabalyodik). Egy óriási galandféregszerű álcát irányít, vele együtt megakadályozza, hogy Sam Witwicky csapata távolról kilője az Űrhíd irányító oszlopát. A NEST-kommandósok kilövik Sokkoló szemét, Optimusz (akit az autobotok kiszabadítanak) pedig megadja a kegyelemdöfést a még ekkor is harcoló álcának.

### Transformers: Prime
Shockwave (Sokkoló) a harmadik évadban csatlakozik az álcákhoz, mivel Knockout elhozza a Földre a Cybetronon ragadt álca tudóst. Shockwave ezután megalkotja az autobot vadász sárkányt, a Predacont (Predaking). Miután Starscream és Knockout kisérlete a szuperkatonákra megbukott, Megatron mindennél jobban akarta a Predacon sereget. Mivel kiderült hogy, a Predacon tud alakot váltani leállítja a tervet. Mindent a logikára épít. A szintetikus energonnal megpróbálta terraformálni a Földet. Visszatér a Cybertronra Starscream-mel, megalkotnak két újabb Predacont (Skylinx és Darksteel). A Cybertron újjáéledése után nyoma veszik.

## Képességei
Sokkoló az egyetlen Transformer a képregényben és a rajzfilmsorozatban, mely úgy viselkedik, ahogyan elvárható a robotoktól. Arckifejezése nincs, csak egy szeme, mely mindig ugyanúgy néz. Soha nem mutat ki érzelmet. Nem lepődik meg, nem csodálkozik. Gondolkodása a színtiszta logikára épül. Mindent megfigyel, elemez. Csak akkor cselekszik, ha a logika is azt diktálja. Ez a képesség azonban hátrány, ha olyan problémával kerül szembe, melyhez nem elég a logika. Nincsenek megérzései, nincs benne könyörület. Ez a tulajdonsága a Földön komoly hátrány, főleg az emberekkel szemben.
Képes átalakulni egy hatalmas tűzerejű fegyverré, mely szinte bármit elpusztít. A sugárzások széles spektrumát képes előállítani, legyen az röntgen, rádió vagy látható fény. Robot alakban hasonló tűzerővel rendelkezik. Mindkét alakban képes repülni.
Ő, Megatron, és Fülelő a legerősebb álcák (Pusztító és a hasonló szuper-robotok megjelenéséig).

## Gyenge pontjai
A képregények szerint túlságosan ki van szolgáltatva saját logikájának, ezért sok földi problémával szemben értetlenül áll (az emberiséget hihetetlen mértékben, még Megatronnál jobban is lenézi). Az eredeti rajzfilmben egyszerűen ügyetlen és figyelmetlen, és gyakran leáll energiahiány miatt.
Az Animated rajzfilmsorozatban gyengéje az, hogy ideje korán elbízhatja magát, és alábecsüli mások értelmi képességeit. Végső vereségét mindazonáltal az okozta, hogy egy roppant erős autobottal gyűlt meg a baja.